# Tinnitus Sanctus
Tinnitus Sanctus восьмий студійний альбом німецького павер-метал гурту Edguy, виданий 14 листопада 2008 року на Nuclear Blast. Він продовжує злиття хард-року, який був присутній на попередньому альбомі Rocket Ride, і елементів павер-металу, який був на попередніх альбомах.
Альбом був виданий в декількох форматах. Стандартне видання було випущене в звичайній коробці для CD і складалося з десяти композицій і бонус треку. Діджіпак видання містило альбом з бонус треком і бонусне концертне відео, записане в Лос-Анжелесі під час туру Rocket Ride. Було також видання доступне тільки у інтернет-магазині Nuclear Blast, диск був упакований в бляшану коробку. Також був виданий альбом на двох вінілових платівках.
Початкова реакція преси на альбом була позитивна, а Таня Вейнекоттер з Fury назвала його "найсильнішим з альбомів Edguy", в той час як Тобіас Саммет сказав, що "це може бути альбом, який перевіриться майбутнім".
В Белграді, Сербія, було знято відео на композицію "Ministry of Saints".

## Список композицій
Усі тексти і музику написав Тобіас Саммет.
1. "Ministry of Saints" - 5:02
2. "Sex Fire Religion" - 5:55
3. "The Pride of Creation" - 5:28
4. "Nine Lives" - 4:26
5. "Wake Up Dreaming Black" - 4:09
6. "Dragonfly" - 4:56
7. "Thorn Without a Rose" - 5:10
8. "9-2-9" - 3:35
9. "Speedhoven" - 7:40
10. "Dead or Rock" - 4:57
11. "Aren't You a Little Pervert Too?!" (бонус трек) - 2:15

### "Live in Los Angeles" бонусний CD
Усі треки записні у Лос-Анжелесі під час туру Rocket Ride в вересні 2007 року.
1. "Catch of the Century" - 5:14
2. "Sacrifice" - 8:24
3. "Babylon" - 7:29
4. "Lavatory Love Machine" - 4:42
5. "Tears of a Mandrake" - 7:42
6. "Vain Glory Opera" - 6:26
7. "Superheroes" - 3:24
8. "Fucking with Fire (Hair Force One)" - 4:37
9. "Avantasia" - 6:58
10. "King of Fools" - 5:25

## Учасники
- Тобіас Саммет - вокал
- Єнс Людвіг - соло-гітара
- Дірк Зауер - ритм-гітара
- Тобіас "Еггі" Ексель - бас-гітара
- Фелікс Бонке - ударні

Запрошені музиканти
- Міро - клавішні
- Олівер Хартман, Томас Реттке, Клаудія Бутс-Зіммерманн - бек-вокал

Виготовлено
- Саша Пет - продюсер, звукорежисер, зведення, мастерінг
- Мірослав 'Міро' Роденберг - звукорежисер, мастерінг
- Сімон Оберендер, Олаф Рейтмейєр - звукорежисер